# MDS-Code
MDS-Code ist die Abkürzung für Maximum Distance Separable Code, die deutsche Bezeichnung ist Maximum-Distanz-Code. 
Ein MDS-Code ist ein Sonderfall der in der Kanalkodierung eingesetzten Blockcodes.
In der Kodierungstheorie (insbesondere Fehlerkorrektur-Codes) sind vor allem Codes von Interesse, in welchen die Codewörter so weit wie möglich voneinander entfernt liegen. Der Abstand zwischen zwei Codewörtern ist der Hamming-Abstand. 
Der Minimalabstand eines Codes ist der minimale Abstand zwischen je zwei verschiedenen Codewörtern. Diese Distanz gilt es zu maximieren.
Das führt auf die Definition von Maximum-Distanz-Codes:
Sei {\displaystyle C} ein linearer {\displaystyle (n,k,d)}-Code (Länge {\displaystyle n}, Dimension {\displaystyle k}, Minimalabstand {\displaystyle d}).
{\displaystyle C} habe weiter die Eigenschaft {\displaystyle d=n-k+1}.
Dann heißt {\displaystyle C} ein separabler Maximum-Distanz-Code (MDS-Code). 
Das heißt, ein MDS-Code erfüllt die Singleton-Schranke mit Gleichheit. Er ist weiterhin dadurch charakterisiert, dass beliebige {\displaystyle k} Stellen die Codewörter eindeutig voneinander unterscheidbar machen.
Für binäre Codes existieren lediglich die folgenden trivialen MDS-Codes:
- Wiederholungs-Code
- 1-Bit-Parity-Check-Code
- Code ohne Redundanz

Ein Beispiel für einen nicht-binären MDS-Code ist der Reed-Solomon-Code. 